# T-702
La T-702 és una carretera local de les comarques de la Ribera d'Ebre i del Priorat. Duu la T perquè és de les carreteres que pertanyen a la demarcació de Tarragona. Discorre pels termes municipals de Cornudella de Monsant, la Morera de Montsant, Poboleda, Torroja del Priorat, la Morera de Montsant, la Vilella Alta, la Vilella Baixa, Cabassers i la Bisbal de Montsant, al Priorat, i la Palma d'Ebre, a la Ribera d'Ebre.
La carretera arrenca de la C-242 en terme de Cornudella de Montsant, a l'Hostal del Pubill, des d'on surt cap a ponent seguint el curs de la vall del riu d'Arbolí pel seu costat septentrional. Poc després del primer quilòmetre i mig de recorregut entra en el terme municipal de la Morera de Montsant, pel qual fa un breu trànsit d'1 quilòmetre. Tot seguit, entra en terme de Poboleda, i en quasi 3 quilòmetres i mig arriba a aquest poble. Després de tres quilòmetres i mig més abandona el terme de Poboleda i entra en el de Torroja del Priorat molt breument, per passar de seguida altre cop al de la Morera de Montsant. Poc després de passar el quilòmetre 11,5 troba la cruïlla que per la TV-7022 es va a la Cartoixa d'Escaladei. Va seguint la vall del riu d'Escaladei per la seva esquerra, i just després del quilòmetre 14 torna a canviar de terme municipal i comença el seu recorregut per la Vilella Alta.
Al cap de 2 quilòmetres, poc abans de la fita 16, troba la cruïlla d'on arrenca la curta carretera TV-7111 que mena al poble de la Vilella Alta en 600 metres. La T-702 continua cap al sud-oest, i en poc més d'un altre quilòmetre arriba al Pont dels Voltons, i al cap de poc tros la carretera deixa la Vilella Alta per entrar en el terme de la Vilella Baixa. En poc més d'un quilòmetre hom arriba a una altra cruïlla, de la qual surt cap al sud la carretera T-710. Continuant cap a ponent, en mig quilòmetre més la carretera T-702 ateny el poble de la Vilella Baixa, que deixa a sota i al sud de la carretera. A partir d'aquell lloc la carretera segueix la vall del riu de Montsant per l'esquerra de la vall, i en 3 quilòmetres més surt del terme de la Vilella Baixa i entra en el de Cabacés. En poc més de 4 quilòmetre la carretera arriba a tocar de l'extrem sud-occidental del poble de Cabacés, fa el tomb a la vall del riu de Montsant i, pel costat dret de la vall, emprèn cap al sud-oest.
En 3,5 quilòmetres, la T-702 travessa el riu de Montsant pel Pont Vell, fa un revolt en angle recte, troba la cruïlla d'on surt cap al sud la carretera T-714, i gira cap al nord-oest per, després, anar cap al nord, sempre per la dreta del riu de Montsant. En poc més de 3 quilòmetres deixa enrere el terme de Cabacés i entra en el de la Bisbal de Montsant. Aleshores, en uns quatre quilòmetres més, la carretera passa pel costat de ponent de la Bisbal de Montsant, tot i que abans, a l'extrem meridional d'aquesta població, troba la cruïlla d'on surt cap a llevant la carretera T-713. Continuant cap al nord i nord-oest, la T-702 arriba, en 4 quilòmetres més, al termenal municipal i comarcal, ja que en creuar-lo, penetra en el terme municipal de la Palma d'Ebre, a la Ribera d'Ebre. Des d'aquest lloc, en quasi 5 quilòmetres més la carretera arriba al poble de la Palma d'Ebre, on enllaça amb la carretera T-703 i amb una carretera local que s'adreça a Vinebre.